# Протестантизм в Германии
Религия в Германии (2022 estimate)
 Нерелигиозные (43,8 %) Католики (24,8 %) Протестанты (22,6 %) Мусульмане (3,7 %) Православные (2,2 %) Другие христиане (1,2 %) Другие религии (1,7 %)
Протестантизм (нем. Protestantismus), форма христианства, зародилась в Германии в период Реформации XVI века. Возникнув как новое направление, протестантизм отошел от некоторых принципов Римско-католической церкви. Первоначально его лидером был Мартин Лютер, а позднее – Жан Кальвин.

## История
Протестантская Реформация началась в 1517 году с публикации «95 тезисов» августинским монахом Мартином Лютером. Ключевым элементом этого религиозного движения стал разрыв с традициями католицизма и акцент на Библии. Реформация Лютера поставила под сомнение существующие структуры власти, призывала светских князей к реформированию церкви, критиковала римскую мессу и таинства, а также подчеркивала важность веры и добрых дел. Его отлучение от церкви привело к идеологическому расколу между протестантскими направлениями и другими христианскими конфессиями в Германии. Другой выдающийся реформатор, Мартин Буцер, ввел обряд причастия в германский протестантизм и способствовал объединению протестантов, включая возвращение анти-баптистских сект в лоно церкви. Жан Кальвин, основатель кальвинизма, акцентировал внимание на значении законов Ветхого Завета. Лютер обратился за поддержкой к немецким князьям, таким как Филипп Гессенский, который организовал Марбургский диспут. На нем протестантские теологи договорились по ключевым вопросам, актуальным для Германии. Реформы Марбургского диспута включали реструктуризацию протестантской церкви в духе раннего христианства, роспуск монашеских общин, создание протестантских университетов, регулярные инспекции приходов и преобразование монахов и монахинь. Однако Тридцатилетняя война (1618–1648) существенно замедлила развитие протестантской теологии в Германии, так как привела к значительному сокращению населения, достигавшему, по некоторым оценкам, 90%.

## Политическое влияние

### Разделение церкви и государства

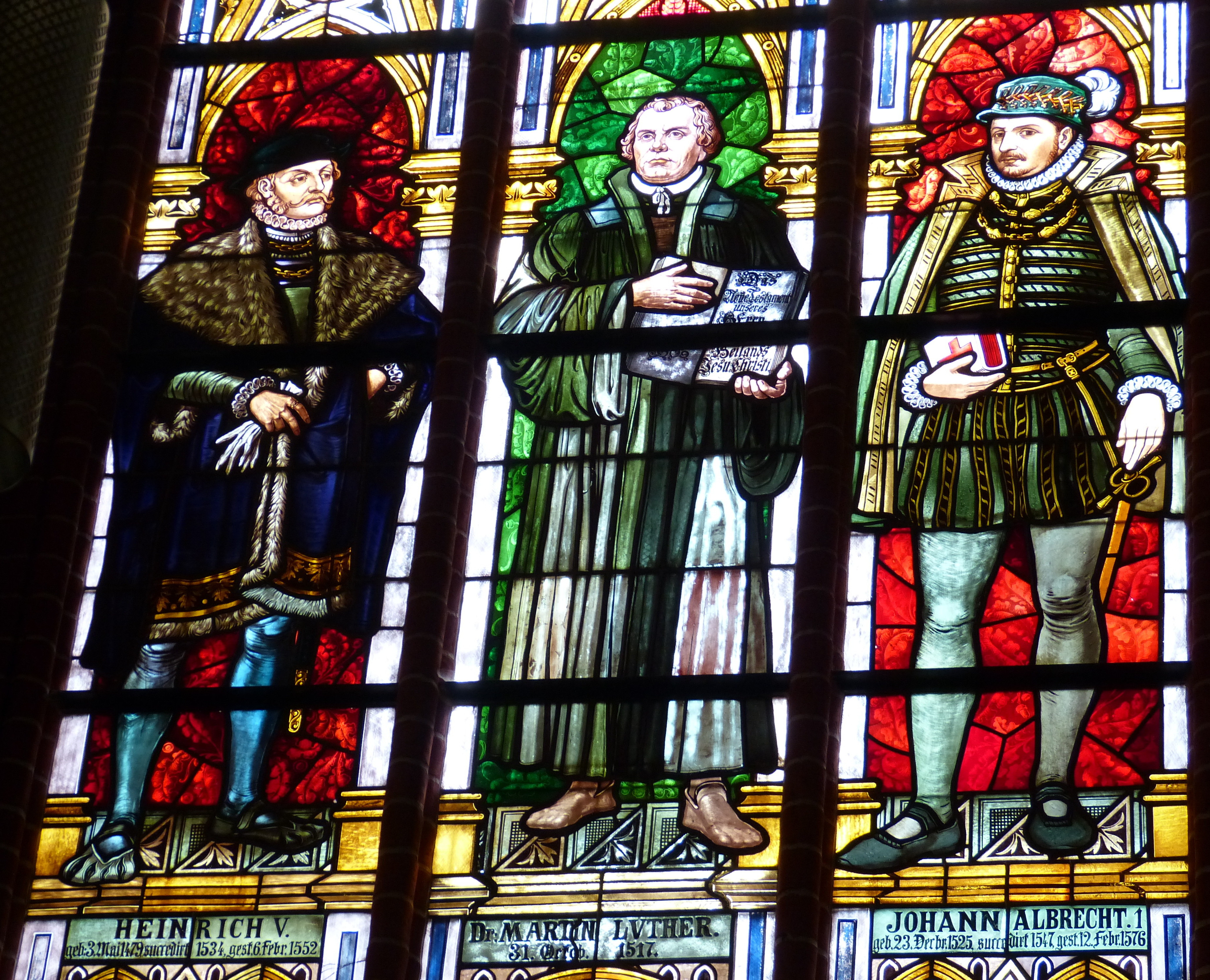
Витраж в протестантском приходе Штернберга в Мекленбурге, посвященный распространению протестантизма в регионе в 1549 году.

В начале XVI века Священная Римская империя под управлением Карла V воспринимала немецкий протестантизм как угрозу своему геополитическому влиянию, издав в 1524 году указ о запрете чтения лютеранских трудов. Это вызвало волнения по всей Германии, а в 1529 году протестантские лидеры и князья опубликовали официальное протестование, требуя автономии и отделения от Имперского сейма. В феврале 1531 года ведущие протестантские князья образовали Шмалькальденский союз, поддержанный Лютером, с целью защиты прав князей и новой религии. Союз сыграл ключевую роль в распространении протестантизма, включая восстановление Лютеранского герцога Вюртембергского в 1534 году, что укрепило протестантизм в регионе. Конфликты со Священной Римской империей продолжались, несмотря на попытки примирения на Тридентском соборе (1548), что привело к массовым беспорядкам. Официальное разделение протестантизма и государства в Германии произошло только с принятием Веймарской конституции в 1919 году.

### Возрождение политического протестантизма
В XIX веке Иоганн Хинрих Вихерн инициировал протестантское движение «Внутренняя миссия», направленное на возрождение церкви и развитие социальных программ. В этот период протестантские церкви Германии были консервативными, а их теологи отвергали принципы Французской революции, уделяя внимание росту национализма. Этот национализм сочетался с религиозностью, что проявилось в выступлениях Иоганна Готлиба Фихте и сочинениях Эрнста Морица Арндта против Наполеона.

### Германия в эпоху нацизма

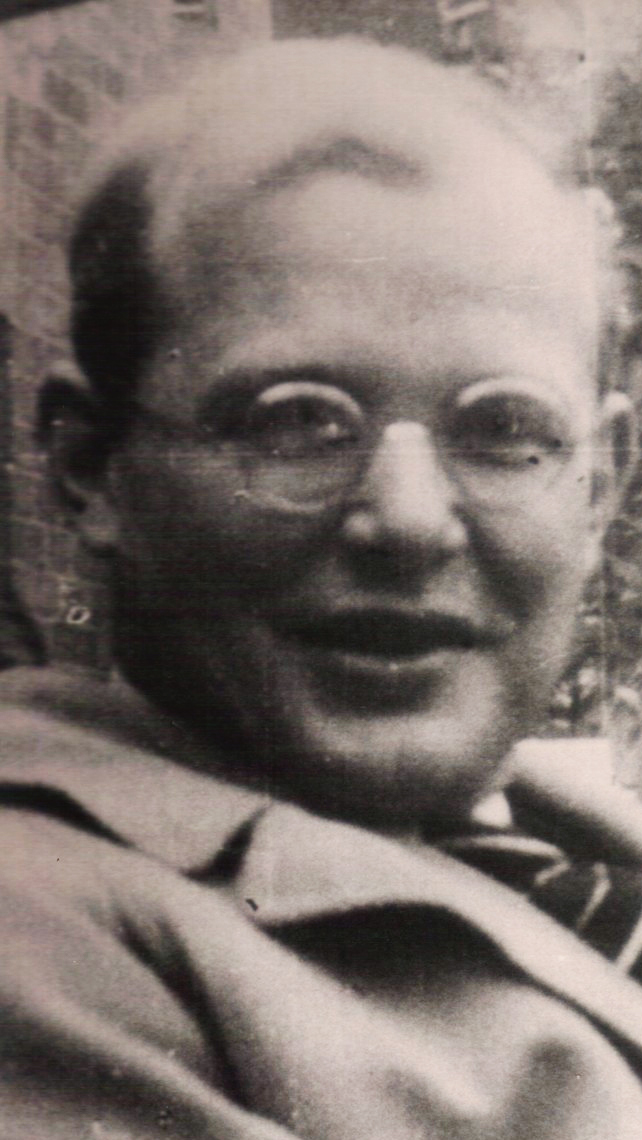
Немецкий лютеранский пастор Дитрих Бонхёффер в 1938 году.

Во время Третьего рейха более трех пятых населения Германии исповедовали протестантизм. Протестантская община была разделена между Исповеднической церковью, движением «Немецкие христиане» и нейтральными группами. В начале XX века антисемитские работы Мартина Лютера, такие как «О евреях и их лжи», использовались нацистскими лидерами и протестантскими пасторами для оправдания преследований евреев. На одном из протестантских церковных съездов в Кёнигсберге в 1927 году Пауль Альтхаус произнес знаменитую программную речь, в которой высмеивал Überfremdung («иностранное засилье») в сфере искусства, моды и финансов, отражая антисемитизм многих лидеров церкви. Некоторые протестанты выступали против нацистского режима, например, Дитрих Бонхёффер, участвовавший в спасении евреев. Исповедническая церковь сопротивлялась попыткам слияния протестантской церкви с нацистским государством, из-за чего ее члены подвергались репрессиям и даже ссылались в концлагеря. Однако ряд ведущих церковных деятелей распространяли антисемитские публикации, например тюрингский епископ Мартин Сассе, распространивший тридцать семь тысяч экземпляров книги «Martin Luther über die Juden: Weg mit ihnen!». По мере того как нацистская партия набирала силу, она активно разрушала институциональные структуры самой протестантской церкви. После падения нацистской власти церковь провела денацификацию и приняла Штутгартскую декларацию вины, осудив свою недостаточную оппозицию режиму. С ростом пацифизма в протестантских церквях после окончания нацизма была создана Немецкая протестантская церковная ассамблея как форум для обсуждения направления развития церкви. Бывший канцлер Германии Ангела Меркель является ее постоянным участником.

### Протестантизм в ГДР (1949–1990)
В первые годы коммунистического правления, несмотря на давление на пасторов с целью поддержать новую форму правления, протестантская церковь настаивала на сохранении нейтралитета. Однако Коммунистическая партия проявила враждебность к церкви, предприняв попытки заменить праздник Рождества празднованием дня рождения Иосифа Сталина, а также арестовав более 70 евангельских пасторов и мирян с января 1953 года. Один из известных протестантских пасторов, Зигфрид Шмутцлер, был осужден на пять лет после показательного суда по обвинению в «агитации к бойкоту республики». Также применялась цензура в отношении протестантизма: несколько западногерманских церковных изданий, включая официальный орган лютеранской церкви Evangelisch-Lutherische Kirchenzeitung, были запрещены правительством. Официальные распоряжения, такие как указ Фехнера от 15 февраля 1956 года, запрещали религиозное обучение до начала школьных занятий. Что касается политической активности, лидеры протестантской церкви выступали за внедрение политики Михаила Горбачева, включая гласность и перестройку, в Германской Демократической Республике. В результате систематического вмешательства государства в дела протестантизма церковь стала местом, где организовывалось сопротивление советскому правлению в регионе. Это сопротивление привело к увеличению вовлеченности граждан в церковную жизнь, однако с окончанием существования ГДР протестантская церковь столкнулась с демографическим упадком, так как утратила свою политическую роль. В течение эпохи ГДР члены протестантской церкви имели широкий спектр политических взглядов: от крайних сталинистов до антикоммунистических консерваторов.
| Протестанты в Восточной Германии 1949–1989        | Кол-во членов | Кол-во приходов | Кол-во пасторов |
| ------------------------------------------------- | ------------- | --------------- | --------------- |
| Лютеране (Вернер Ляйх, председатель)              | 6,435,000     | 7,347           | 4,161           |
| Методисты (Рюдигер Минор, епископ Дрезденский)    | 28,000        | 400             | 140             |
| Баптистская федерация (Манфред Костюк, президент) | 20,000        | 222             | 130             |
| Реформаторы (Ханс-Юрген Зиверс, председатель)     | 15,000        | 24              | 20              |
| Старые лютеране (Йоханнес Целлмер, президент)     | 7,150         | 27              | 22              |
| Всего                                             | 6,505,150     | 8,020           | 4,473           |

## Экономическое влияние
Первоначальное влияние протестантской революции в Германии заключалось в содействии развитию предпринимательства на фоне упадка феодализма. Лютеранская литература, распространившаяся по Германии после Реформации, призывала к отмене налоговых льгот для духовенства и экономических привилегий, предоставленных религиозным учреждениям. Тем не менее, в XVI веке протестантское движение породило новый социальный класс, состоящий из богатых и влиятельных лютеранских князей.

## Социальное и культурное влияние

### Искусство
На момент Реформации художественная индустрия Германии находилась в упадке; однако это движение вдохновило развитие графического искусства, скульптуры и живописи. Протестантские церкви демонстрировали средневековые изображения вместе с уникальными лютеранскими художественными традициями, например, мастерской Виттенберга, возглавляемой Лукасом Кранахом Старшим и Лукасом Кранахом Младшим. Протестантское движение принесло новую вариацию скульптур, портретов, художественных произведений и иллюстраций для оформления интерьеров немецких церквей.

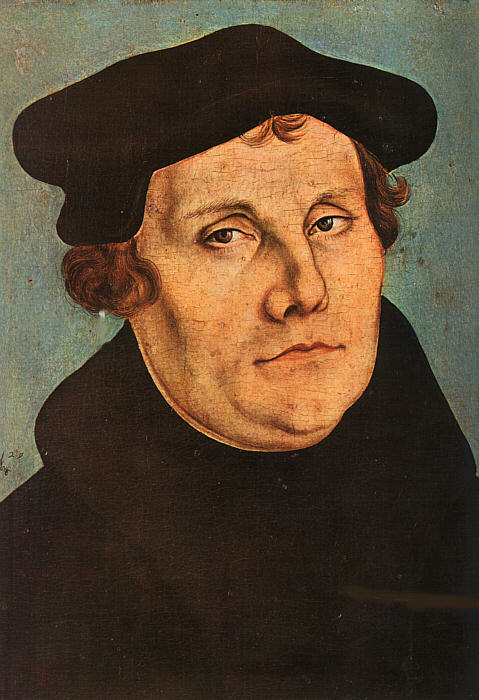
Портрет Мартина Лютера работы Лукаса Кранаха, 1562 год
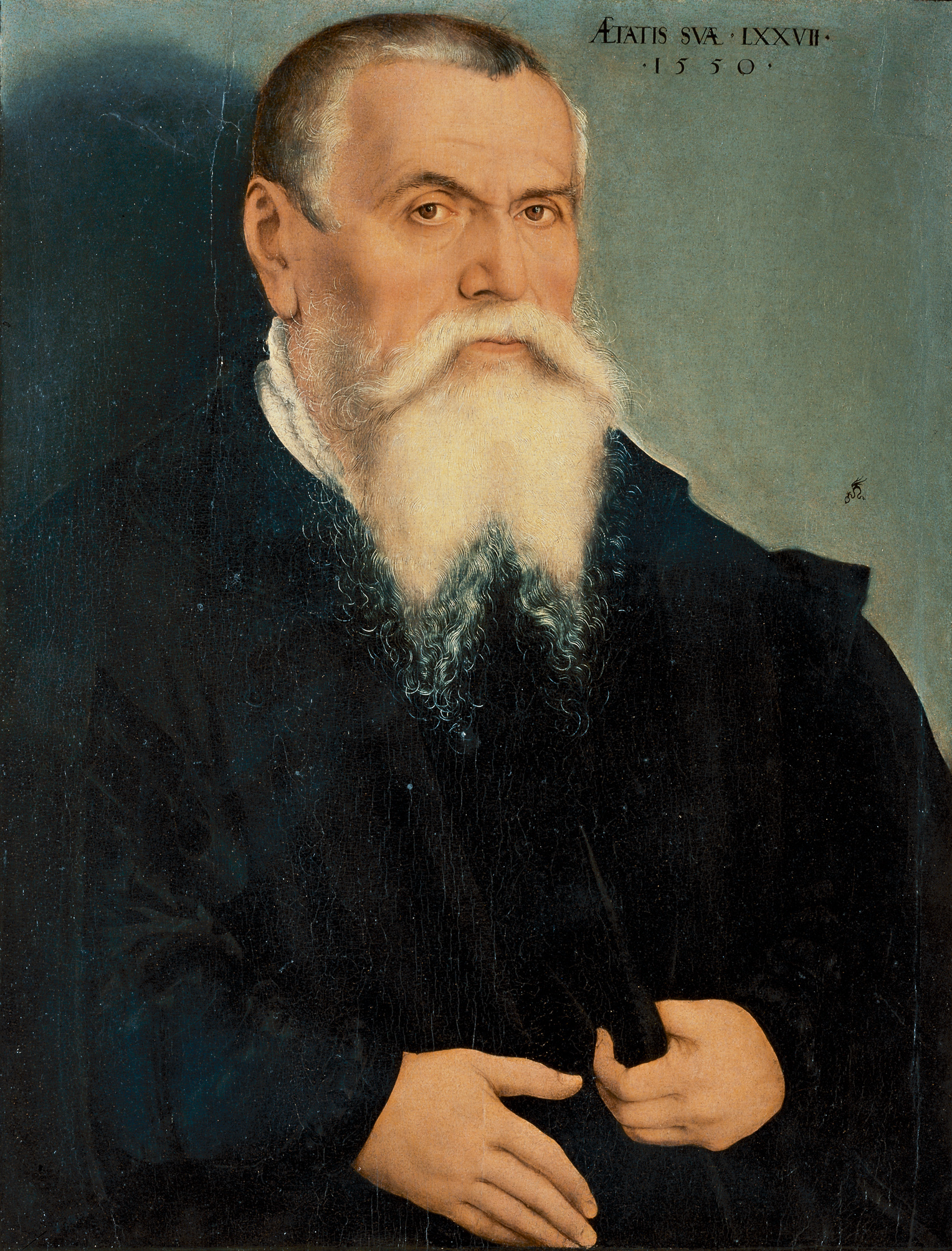
Портрет Лукаса Кранаха Старшего
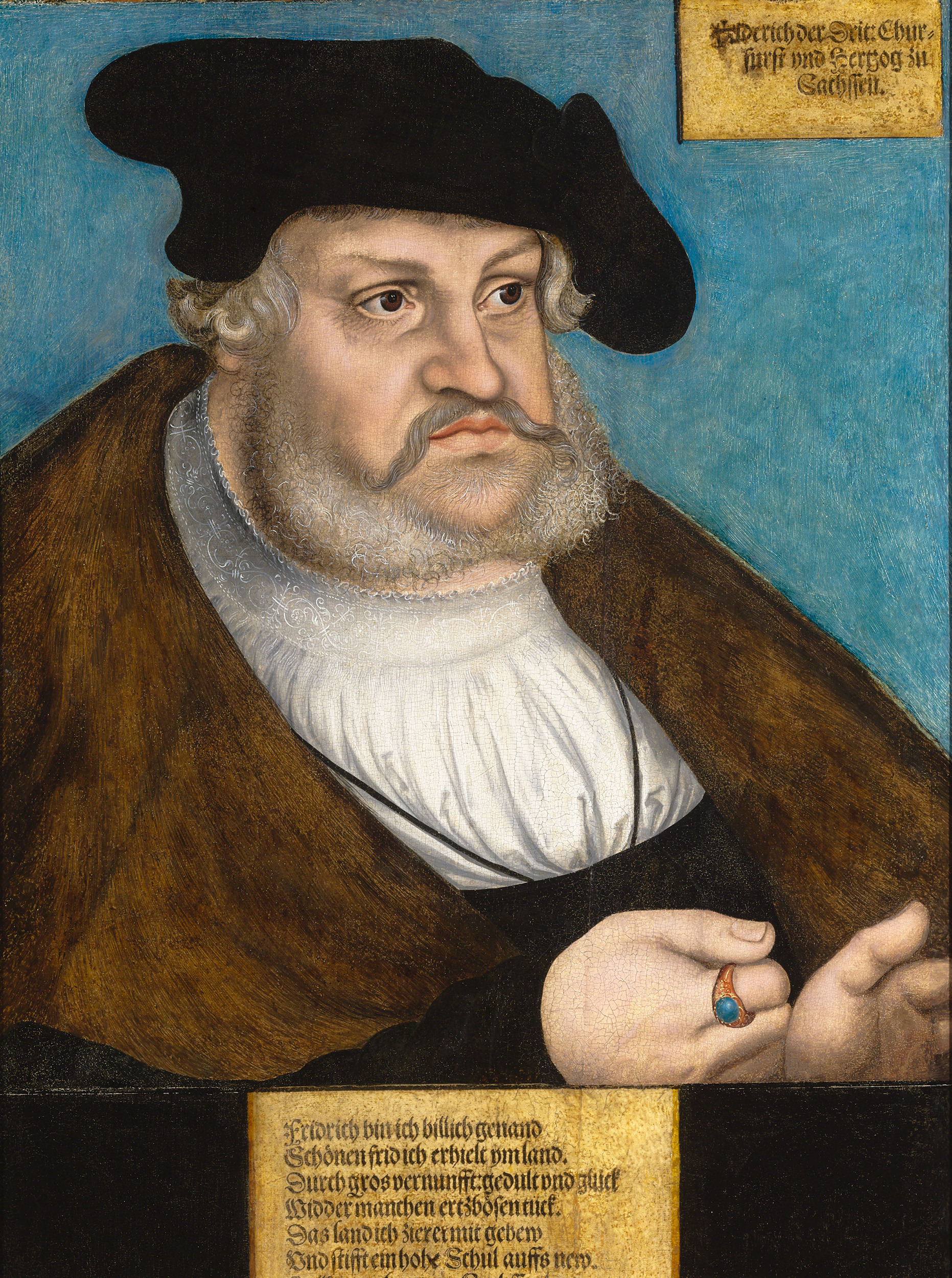
Портрет Фридриха Мудрого работы Лукаса Кранаха Старшего
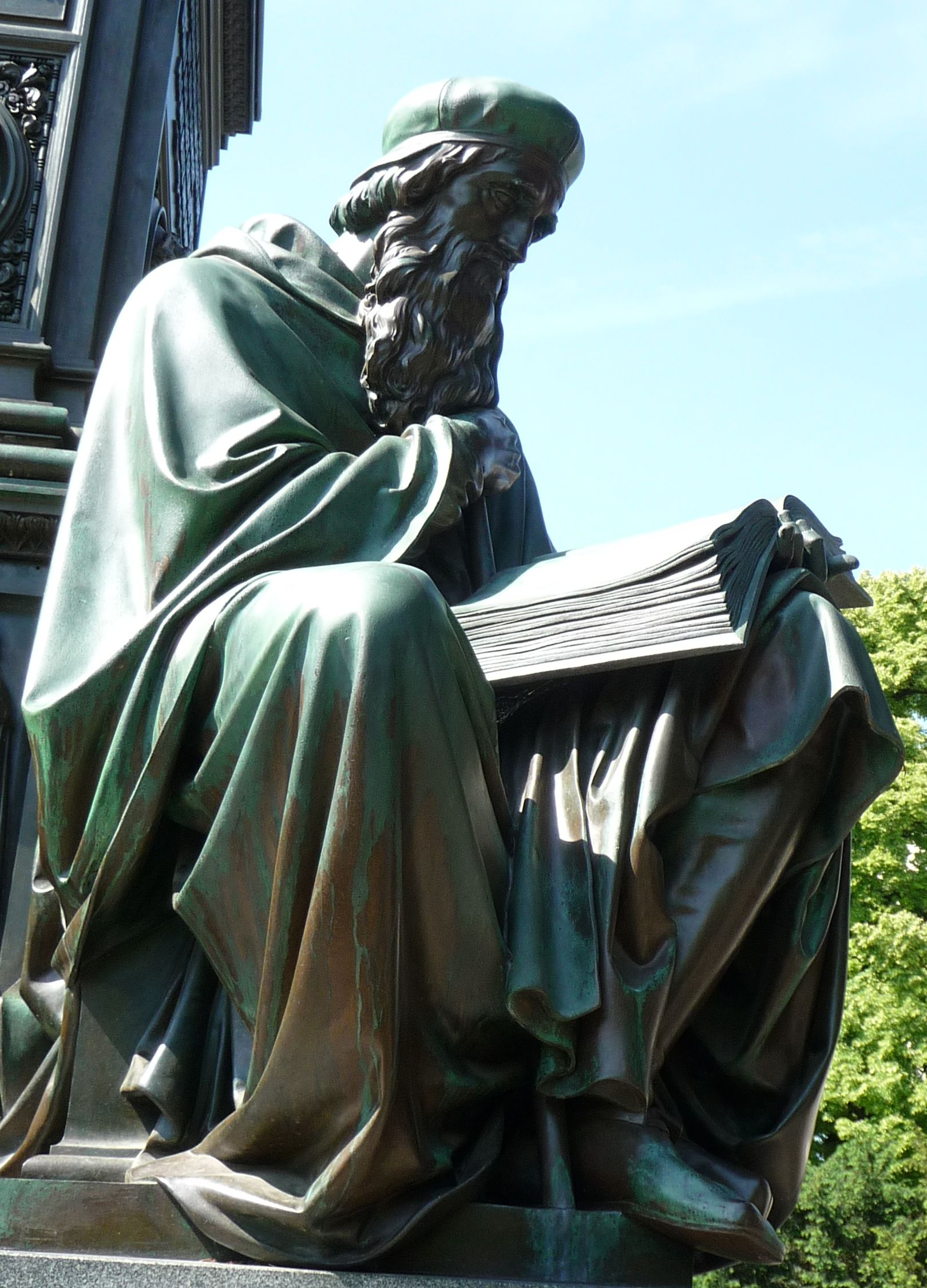
Бронзовая скульптура Лютера, 1868 год, Вормс, Германия

### Музыка
Ранние реформы Мартина Лютера включали акцент на ценности музыки как средства помощи в богослужении. Однако новые ветви протестантизма, такие как кальвинизм, сократили роль литургической музыки и музыкального выражения веры.

### Образование
В первые десятилетия после Реформации лютеранский принцип Sola scriptura («только Писание») побуждал последователей религии к продвижению Библии и практики чтения. Ранние документы Лютеранской церкви подчеркивали важность грамотности и образования. Реформаторы уделяли большое внимание обучению масс чтению, чтобы они могли понимать Библию, а также развивать знания в области математики и языков. В 1529 году Лютеранская церковь выпустила руководство по стандартам образования, подчеркивающее изучение грамматики, определений и латинского языка. Для достижения всеобщей грамотности каждого ребенка обязывали заучивать катехизис церкви наизусть. На Марбургском диспуте в октябре 1529 года Мартин Лютер, Филипп Гессенский, Жан Кальвин, Филипп Меланхтон и другие видные немецкие протестантские реформаторы решили создать протестантский университет. Так появился Университет Марбурга, старейший протестантский университет в мире. К XIX веку немецкие университеты стали признанными лидерами западного мира, а протестантская теология оказала глобальное влияние благодаря трудам Фридриха Шлейермахера, Эрнста Трёльча, Юлиуса Велльгаузена и Адольфа фон Гарнака. В ГДР в 1980-х годах церковь поддерживала теологические факультеты протестантского направления в шести государственных университетах (Берлин, Галле, Лейпциг, Йена, Грайфсвальд и Росток), финансируемые за счет коммунистического бюджета. Лидеры протестантской церкви выступали против внедрения «материалистического взгляда» в письменные задания школьников и против изменения учебников с включением коммунистической идеологии.

### Культура и теология
Протестантская церковь повлияла на изменения в культуре Германии, участвуя в обсуждениях биоэтики и исследований стволовых клеток. Руководство протестантской церкви в Германии разделено в этом вопросе: противники либерализации законов считают, что такие исследования угрожают святости человеческой жизни. В ГДР вопросы морали решались в рамках Федерации евангелических церквей, существовавшей с июня 1969 по апрель 1991 года.

### Архитектура

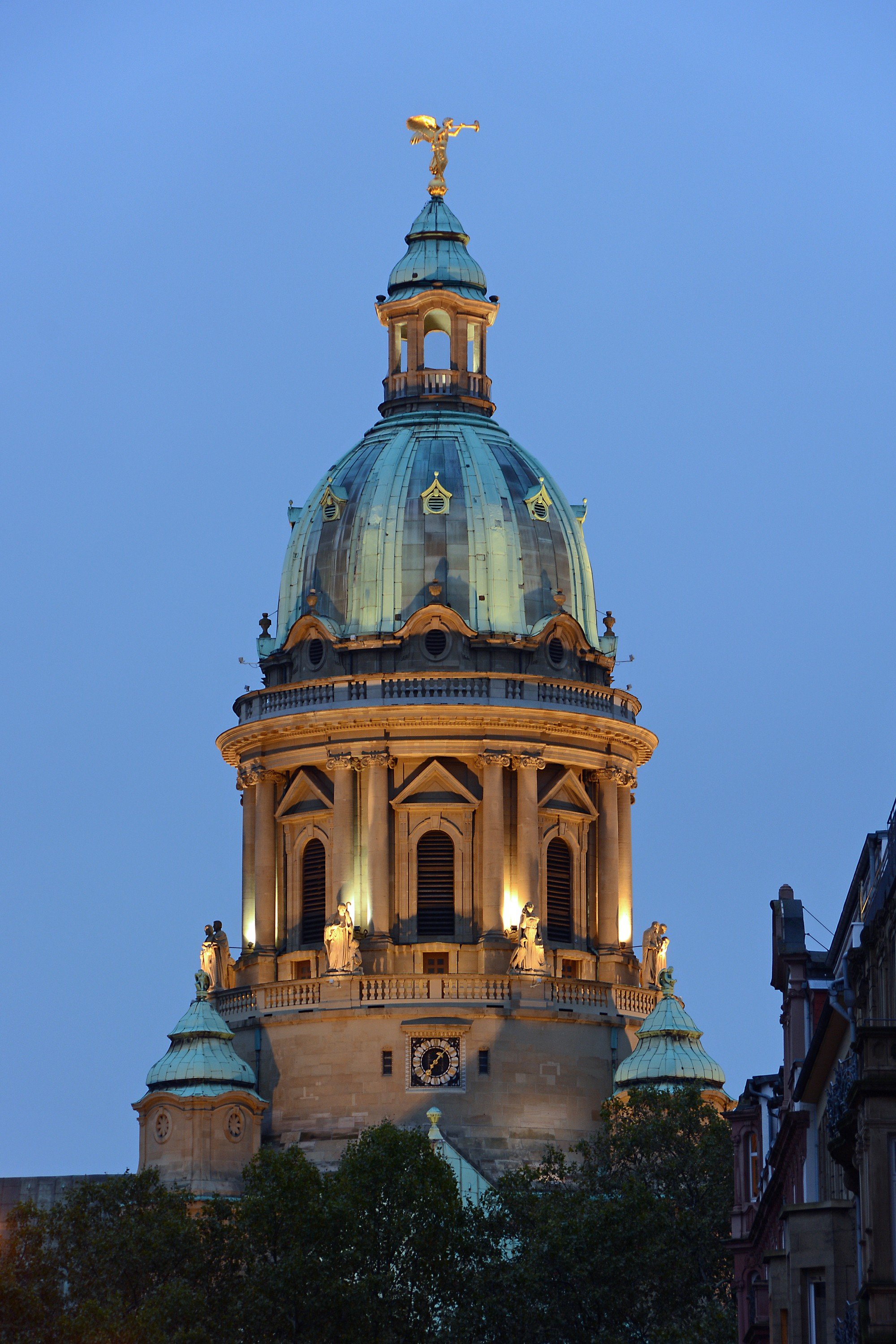
Протестантская церковь Христа в Мангейме, построенная в 1911 году.

Протестантская церковь оказала влияние на немецкую архитектуру. Среди протестантов Германии были инженеры, ремесленники и архитекторы, что способствовало строительству лютеранских объектов. Первые протестантские постройки датируются XVII веком, когда замки на Среднем Рейне заселяли протестантские архиепископы, а также дворяне и князья. Позже в этом регионе начали строиться отдельные церкви, что было связано с законами, предписывающими протестантам и католикам вступать в брак только между собой. В других регионах Германии, таких как Кёльн, распространение протестантской архитектуры шло медленнее; первая протестантская церковь там была построена лишь в 1857 году. По всей Германии начали возводиться крупные протестантские храмы, такие как Гарнизонная церковь в Ульме, построенная в 1910 году и вмещавшая 2 000 человек. В начале 1920-х годов архитекторы, такие как Готфрид Бём и Отто Бартнинг, изменили направление протестантской архитектуры в сторону модернизма. Примером нового стиля стала Протестантская церковь Воскресения в Эссене, построенная в 1929 году Бартнингом.

### Медиа
В ГДР протестантская церковь выпускала пять региональных газет, среди которых: Die Kirche (Берлин, тираж 42 500, включая издание в Грайфсвальде), Der Sonntag (Дрезден, тираж 40 000), Mecklenburgische Kirchenzeitung(Мекленбург, тираж 15 000), Glaube und Heimat (Йена, тираж 35 000) и Potsdamer Kirche (Потсдам, тираж 15 000).

### Влияние на христианство в Германии
Реформация была основана на восстании против католической церкви в Германии и акцентировала внимание на первенстве Библии, упразднении католической мессы и отказе от целибата духовенства. В XIX веке в немецком протестантизме появились движения, сосредоточенные на практическом благочестии и духовной энергии. В XX веке возникли новые протестантские организации, такие как Евангельский альянс, Христианская ассоциация молодых людей (YMCA) и Немецкое христианское студенческое движение, активно вовлекавшие участников из других стран.